# Toshiko Tamura
Pour les articles homonymes, voir Tamura.
Toshiko Tamura (田村俊子, Tamura Toshiko, née le 25 avril 1884 et morte le 16 avril 1945) est une féministe et un écrivain japonaise. C'est un nom de plume, son vrai nom est Toshi Satō (佐藤とし, Satō Toshi).
Elle est née dans le quartier populaire d'Asakusa à Tokyo.
Après ses études, elle devient un temps disciple de l'écrivain Kōda Rohan, puis suit les conseils de Kidô Okamoto.
En 1911, son œuvre Akirame (Résignation) remporte un prix littéraire de la revue Asahi Shinbun.
Elle quitte son mari Tamura Shogyo en 1918 et s'installe avec le journaliste Etsu Suzuki à Vancouver où elle vit jusqu'en 1936 puis rentre au Japon. Elle se rend à Shanghai en 1942, où elle édite le magazine littéraire Nusheng (Les Femmes). Elle y décède en 1945 d'une hémorragie cérébrale. Son tombeau est situé près du Tōkei-ji de Kamakura.
Après sa mort le prix de littérature féminine est institué en utilisant ses droits d'auteur.

## Principales œuvres
- 1911 : Akirame (あきらめ) (Résignation)
- 1913 : Miira no Kuchibeni (Le Rouge à Lèvres de la Momie)
- 1913 : Onna Sakusha (女作者) (La Femme Écrivain)
- 1913 : Keigen (誓言)
- 1914 : Yamabuki no hana (山吹の花)
- 1914 : Miira no kuchibeni (木乃伊の口紅)
- 1914 : Koi musume (恋むすめ)
- 1915 : Koi no inochi (恋のいのち)
- 1917 : Kanojo no seikatsu (彼女の生活)
- 1952 : Akirame + Miira no kuchibeni (あきらめ・木乃伊の口紅)
- 1987-88 : Tamura Toshiko sakuhinshū (田村俊子作品集)

## Quelques livres et articles sur Toshiko Tamura
- 1993 : Toshiko Tamura de Jakuchō Setouchi
- 2005 : Writing between the Spaces of Nation and Culture: Tamura Toshiko’s 1930s Fiction about Japanese Immigrants., Anne Sokolsky, U.S. Japan Women’s Journal
- Notices d'autorité :   - VIAF
  - ISNI
  - BnF (données)
  - IdRef
  - LCCN
  - GND
  - Japon
  - CiNii
  - Pays-Bas
  - Israël
  - Corée du Sud
  - WorldCat